# Weszka i pchełka
Weszka i pchełka (Läuschen und Flöhchen) – baśń opublikowana przez braci Grimm w 1812 roku w zbiorze Baśni (tom 1, nr 30).
Baśń tę opowiedziała braciom Grimm Dorothea Wild, żona Wilhelma, której rodzina wywodziła się w osiadłych w Niemczech francuskich hugenotów. Jest to baśń łańcuchowa, podobna do dziecięcych zabaw i rymowanek z szeregiem wymiennych elementów.

## Treść[2]
Wesz i pchła są małżeństwem. Pewnego dnia, podczas warzenia piwa w skorupce jajka, wesz wpada do skorupki dotkliwie się parząc. Pchła płacze, a drzwi pytają dlaczego płacze. Potem miotła o to samo pyta drzwi. Potem wózek pyta miotłę. Potem łajno pyta wózek. Potem drzewo pyta łajno. Potem dziewczyna pyta drzewo. Potem źródełko pyta dziewczynę. Otrzymawszy odpowiedź, źródełko zaczyna wybijać wodę tak gwałtownie, że wszyscy się topią.